# Каваку Силва, Анибал
Ани́бал Анто́ниу Кава́ку Си́лва (порт. Aníbal António Cavaco Silva; род. 15 июля 1939, Боликейме, Алгарве, Португалия) — португальский политический деятель, президент Португальской Республики с 9 марта 2006 года по 9 марта 2016 года, премьер-министр Португалии с 6 ноября 1985 года по 28 октября 1995 года. Его пребывание на посту главы правительства было самым продолжительным среди всех демократически избранных премьер-министров Португалии со времён португальской революции гвоздик.

## Ранние годы
Анибал Антониу Кавако Силва родился в Боликейме, Лоле, Алгарве, в семье Теодоро Гонсалвеса Силвы (Лоле, Боликейме, Маритенда, 30 августа 1912 — 30 сентября 2007) и жены (м. Лоле, Боликейме, 4 марта 1935) Марии ду Насименто Кавако (род. Лоле, Боликейм, Маритенда, 27 декабря 1912 года).
Родился в семье мелкого торговца топливом и орехами. Окончил лиссабонские Лиссабонский коммерческий институт и Высший институт торговли экономики и финансов (первым в своём выпуске). Военную службу (1963—1965 годы) проходил в колониальных войсках в Мозамбике в чине прапорщика.
Серьёзно увлекался спортом, в начале 1960-х был чемпионом Португалии в беге на 110 метров с барьерами.

## Учёный-экономист
Доктор экономических наук, профессор. Учёную степень получил в 1974 году в Университете Йорка, Великобритания. В 1965—1967 годах преподавал политэкономию в Институте экономических и финансовых исследований в Лиссабоне. С 1966 по 1978 год преподавал экономические дисциплины в Высшем экономическом институте. В 1967—1977 годах — научный сотрудник экономического исследовательского центра при фонде Калуста Гулбенкяна в Лиссабоне. В 1975—1977 годах преподавал в Католическом и Новом лиссабонском университетах. В 1977—1979 годах — начальник отдела исследований и статистики Банка Португалии. Занимался вопросами экономической и бюджетной политики Португалии, проблемами экономической стабилизации рынка и макроэкономического развития.
Один из ведущих португальских экономистов. В 1970-е — начале 1980-х годов получил известность своими работами «Бюджетная политика и экономическая стабилизация» (1976 год), «Экономическое влияние задолженности государственного сектора» (1977 год), «Финансы государственного сектора и макроэкономическая политика» (1982 год), «Экономическая политика правительств Са-Карнейру» (1982 год). В этих работах утверждал, что государственный сектор в результате его нерентабельности и постоянно растущей задолженности оказывает дестабилизирующее влияние на развитие португальской экономики и финансовой сферы. Предлагал передать большинство государственных предприятий в частные руки. Выступал за рост иностранных инвестиций, для чего в стране необходима политическая стабильность.

## Начало политической карьеры
В 1980 году был приглашён в правительство Франсишку Са Карнейру на должность министра финансов. Во время пребывания на этом посту приобрёл репутацию либерала. После гибели Са Карнейру (с которым его связывали дружеские отношения) в авиакатастрофе ушёл в отставку с поста министра, был председателем Государственного совета по планированию, возглавлял португальскую делегацию на переговорах с Международным валютным фондом.
Отказался войти в коалиционный кабинет социалистов и социал-демократов (1983—1985). Его избрание на пост главы Социал-демократической партии 2 июня 1985 года при поддержке её правоцентристского крыла привело к развалу коалиции, последующей отставке правительства и проведению новых выборов, на которых СДП получила относительное, но не абсолютное большинство. Новый кабинет министров (однопартийное «правительство меньшинства») сформировал уже сам Каваку Силва. Опирался в своей деятельности на технократов — экономистов, преподавателей университетов, предпринимателей.

## Премьер-министр (1985—1995)
Выборы в законодательные органы 1985 года осложнились приходом к власти новой политической партии, Партии демократического обновления (ПДР), которая была сформирована сторонниками президента Антониу Рамальо Эанеса. В Собрании Республики, состоящем из 250 человек, СДПП получила 45 мест — за счёт всех партий, кроме PSD Кавако Силвы. Несмотря на то, что СДП набрала менее 30 процентов голосов избирателей, она была единственной традиционной политической партией, не понёсшей значительных потерь. Фактически, его 88 мест на 13 больше, чем на предыдущих выборах. Соответственно, Кавако Силва стал премьер-министром 6 ноября 1985 года.
Первые несколько лет правления кабинета Каваку Силвы были отмечены непрекращающимся экономическим ростом, чему в немалой степени способствовала политика снижения налогов и продолжение дерегуляции экономики, а также существенная финансовая помощь со стороны Европейского союза. Популярному премьеру противостоял тем не менее парламент, фактически контролируемый оппозицией. Это противостояние в конечном итоге привело к вынесению вотума недоверия кабинету министров и внеочередным парламентским выборам в 1987 году.
Результаты голосования потрясли даже самых оптимистических сторонников Каваку Силвы. Его Социал-демократическая партия получила 50,2 % голосов и 148 из 250 мест в Ассамблее Республики. Далеко позади остались занявшие второе место социалисты (60 мест) и коммунисты (31 место). Впервые в португальской истории одна партия получила абсолютное парламентское большинство.
Выборы 1991 года стали ещё одним триумфом для Каваку Силвы, партия которого вновь уверенно завоевала абсолютное большинство мест в парламенте. Однако неснижающийся высокий уровень безработицы, а также некоторые признаки проявления коррупции среди членов правительства привели к потере кабинетом популярности среди населения и в конце концов к отказу Каваку Силвы участвовать в выборах 1995 года и его уходу с поста лидера социал-демократов. Партия, потерявшая такого авторитетного лидера, проиграла и выборы. Новым премьер-министром стал глава Социалистической партии Антониу Гутерреш.

## Вне политики
На президентских выборах 1996 года Каваку Силва уступил мэру Лиссабона Жорже Сампайю, набрав 46,09 % голосов против 53,91 % у соперника. После поражения временно ушёл из политики, заняв пост советника в Банке Португалии, а с 2004 года полностью посвятил себя преподавательской деятельности в Католическом университете Португалии. На парламентских выборах 2005 года отказался поддерживать премьер-министра и лидера португальских социал-демократов Педру Сантана Лопеша, несмотря на давление со стороны партии. Партия выборы проиграла, к власти 12 марта 2005 года пришло правительство социалистов во главе с Жозе Сократешем.

## Президент

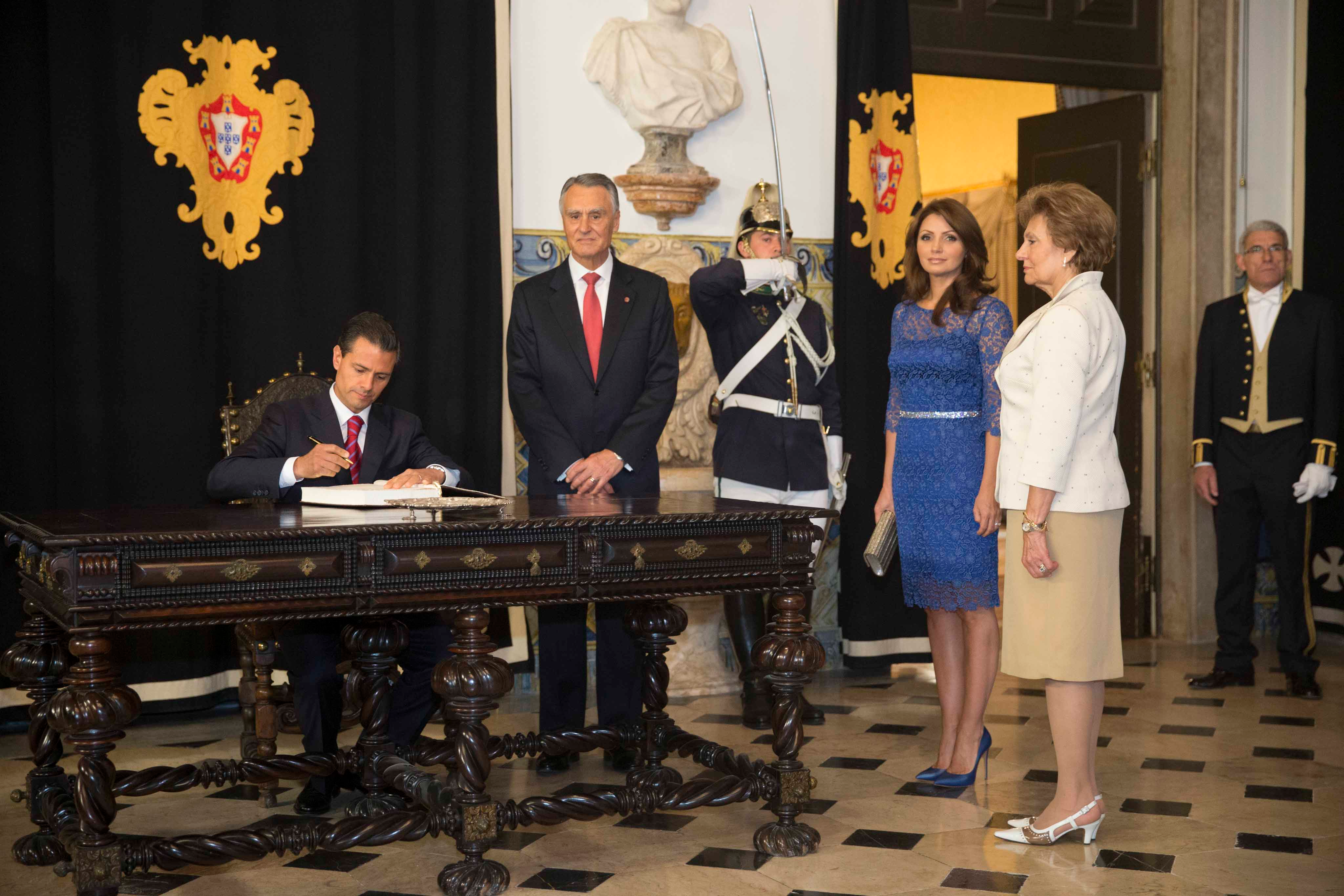
Государственный визит президента Пенья Ньето в Португалию Подпись в Книге почета 2014 год

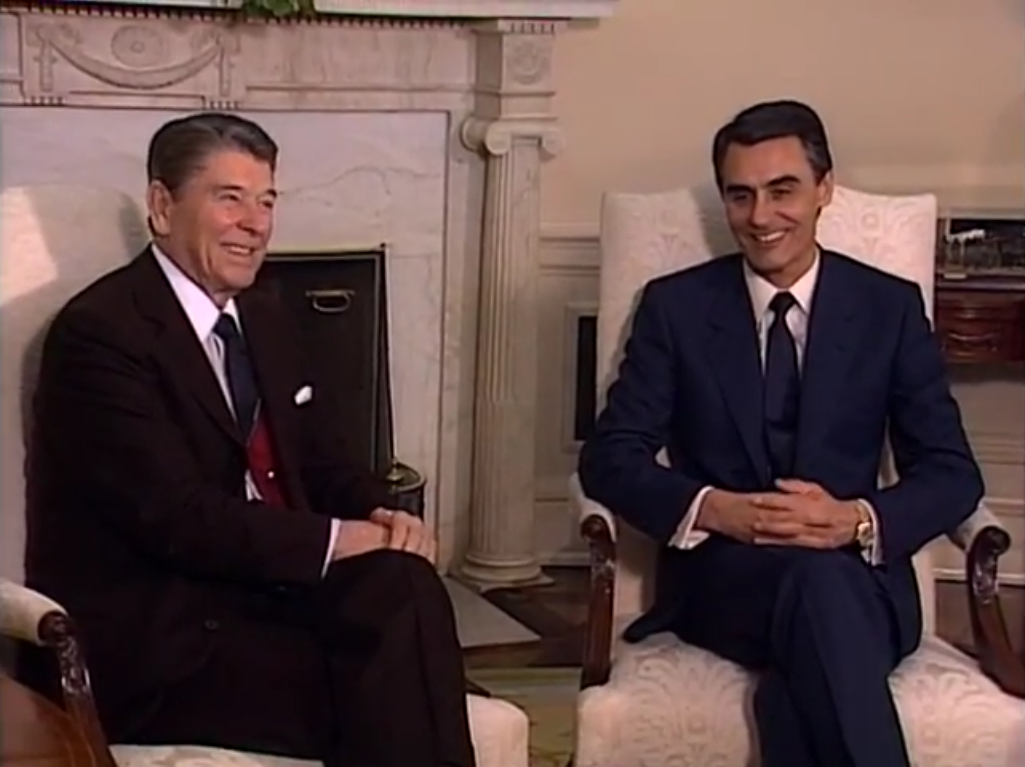
Кавако Силва принят Рональдом Рейганом в качестве премьер-министра Португалии в 1988 году.

20 октября 2005 года Каваку Силва объявил о намерении баллотироваться на пост президента страны. 22 января 2006 года победил в первом же туре президентских выборов (50,59 %), став шестым президентом Португальской Республики после Революции гвоздик 25 апреля 1974 года и первым президентом правоцентристской ориентации за всё это время. В ходе своей избирательной кампании сделал главный упор на экономическую модернизацию, обещая повышение темпов роста экономики и снижение уровня безработицы.
В результате президентских выборов 23 января 2011 года Анибал Каваку Силва переизбран на пост президента Португалии.

## Споры
10 июня 2008 года, в рамках празднования Дня Португалии, Камоэнша и португальских общин, Каваку Силва спросили о параллельных забастовках водителей грузовиков, которые блокировали португальскую границу с Испанией с севера на юг из-за увеличения топливо. Отойдя от темы, президент подчеркнул, что самым важным является «прежде всего гонка, День скачек, День Португалии, Камоэнша и португальских общин».
Эти заявления оспаривались левыми партиями, в том числе Левым блоком и Португальской коммунистической партией, поскольку указанное выражение использовалось Антониу Оливейрой Салазаром в то время, когда он командовал военной диктатурой в Португалии, и в этом случае было бы неконституционным. даже потому, что, согласно Левый блок, это выражение передало «существование предполагаемого расового атрибута, общего для национального гражданства, которое заслуживает возвышения в своем превосходстве». Обе стороны попросили разъяснений у президента.
Новый спор произошел 20 января 2012 года, когда он сказал, что 1300 евро, которые он получит, почти наверняка не смогут покрыть его расходы. На самом деле, он имеет зарплату около 10 000 евро в месяц в виде трёх пенсий, после того как отказался от своей зарплаты в качестве президента республики в пользу этого варианта. Такое решение было принято после того, как на госслужбе были сокращены зарплаты, в результате чего его зарплата на посту президента была меньше той, которая могла бы быть получена только за счёт его пенсий.
В июне 2010 года Кавако Силва, тогдашний президент республики, находясь в отпуске на Азорских островах, не поехал в Лиссабон, чтобы присутствовать на похоронах единственного португальского лауреата Нобелевской премии по литературе Жозе Сарамаго. Правительство Португалии в то время, когда он был премьер-министром в 1980-х годах, проголосовало в ООН против освобождения Манделы вместе с Соединенными Штатами и Соединенным Королевством, оправдывая себя несогласием с текстом, лежащим в основе призыва к восстанию. вооружены, опасаясь за безопасность жителей Португалии.

### Конституционный кризис 2015 года
На всеобщих выборах 4 октября 2015 года в Ассамблею Республики (однопалатный парламент Португалии) правое правительство премьер-министра Педро Пассоса Коэльо потеряло большинство, а левоцентристские и крайне левые оппозиционные партии получили более половины голосов и мест в парламенте. Поскольку собственная Социал-демократическая партия Пассоса Коэльо оставалась крупнейшей в парламенте и по-прежнему пользовалась поддержкой гораздо меньшей СДЦ — Народной партии, Кавако Силва позволил Пассосу Коэльо остаться премьер-министром, дав ему первый шанс сформировать новое правительство. Пассос Коэльо не смог найти новых партнёров, и многие ожидали, что он уйдёт в отставку, но 22 октября Кавако Силва предложил ему сформировать новое правительство, даже если оно будет правительством меньшинства. 24 октября Кавако Силва объяснил свои мысли:

За 40 лет демократии ни одно правительство Португалии никогда не зависело от поддержки антиевропейских сил, то есть сил, которые проводили кампанию за отмену Лиссабонского договора, Фискального договора, Пакта о росте и стабильности, а также за демонтаж. валютный союз и вывести Португалию из евро, в дополнение к желанию роспуска НАТО.
Антониу Кошта, лидер Социалистической партии, назвал это серьезной ошибкой и добавил: «Неприемлемо узурпировать исключительные полномочия парламента. Социалисты не будут брать уроки у профессора Кавако Силвы в защите нашей демократии». Зелёный политик Руи Таварес прокомментировал: «Президент создал конституционный кризис. Он говорит, что никогда не допустит формирования правительства, содержащего левых и коммунистов. Люди потрясены тем, что произошло». Оппозиционные партии быстро заявили о своем намерении свергнуть новое правительство в знак отказа.
В конце концов, правительство Пассоса Коэльо объявило вотум недоверия, и президент назначил на его место лидера социалистов Антониу Кошту.

## Награды
Награды Португалии
| Страна     | Дата                        | Награда                                          | Награда                                                   | Литеры |
| ---------- | --------------------------- | ------------------------------------------------ | --------------------------------------------------------- | ------ |
| Португалия | 9 марта 2006 — 9 марта 2016 | Кавалер Тройного ордена как Президент Португалии | Кавалер Тройного ордена как Президент Португалии          |        |
| Португалия | 9 марта 2006 — 9 марта 2016 | Гроссмейстер                                     | Военного Ордена Башни и Меча, Доблести, Верности и Заслуг |        |
| Португалия | 9 марта 2011 —              | Кавалер Большой цепи                             | Военного Ордена Башни и Меча, Доблести, Верности и Заслуг | GColTE |
| Португалия | 9 марта 2006 — 9 марта 2016 | Гроссмейстер                                     | ордена Христа                                             |        |
| Португалия | 29 ноября 1995 —            | Кавалер Большого креста                          | ордена Христа                                             | GCC    |
| Португалия | 9 марта 2006 — 9 марта 2016 | Гроссмейстер ордена Святого Беннета Ависского    | Гроссмейстер ордена Святого Беннета Ависского             |        |
| Португалия | 9 марта 2006 — 9 марта 2016 | Гроссмейстер Военного ордена Сантьяго            | Гроссмейстер Военного ордена Сантьяго                     |        |
| Португалия | 9 марта 2006 — 9 марта 2016 | Гроссмейстер ордена Инфанта дона Энрике          | Гроссмейстер ордена Инфанта дона Энрике                   |        |
| Португалия | 9 марта 2016 —              | Кавалер Большой цепи                             | ордена Свободы                                            | GColL  |
| Португалия | 9 марта 2006 — 9 марта 2016 | Гроссмейстер                                     | ордена Свободы                                            |        |
| Португалия | 9 марта 2006 — 9 марта 2016 | Гроссмейстер ордена Заслуг                       | Гроссмейстер ордена Заслуг                                |        |
| Португалия | 9 марта 2006 — 9 марта 2016 | Гроссмейстер ордена Народного образования        | Гроссмейстер ордена Народного образования                 |        |
| Португалия | 9 марта 2006 — 9 марта 2016 | Гроссмейстер ордена Предпринимательских заслуг   | Гроссмейстер ордена Предпринимательских заслуг            |        |

Награды иностранных государств
| Страна            | Дата вручения                    | Награда                                                                   | Награда                                                                   | Литеры   |
| ----------------- | -------------------------------- | ------------------------------------------------------------------------- | ------------------------------------------------------------------------- | -------- |
| Швеция            | 9 февраля 1987                   | Командор Большого креста ордена Полярной звезды                           | Командор Большого креста ордена Полярной звезды                           | KmstkNO  |
| Венесуэла         | 18 ноября 1987                   | Кавалер Большой ленты ордена Освободителя                                 | Кавалер Большой ленты ордена Освободителя                                 |          |
| Греция            | 15 мая 1990                      | Кавалер Большого креста ордена Почёта                                     | Кавалер Большого креста ордена Почёта                                     |          |
| Италия            | 23 июля 1990                     | Кавалер Большого креста ордена «За заслуги перед Итальянской Республикой» | Кавалер Большого креста ордена «За заслуги перед Итальянской Республикой» |          |
| Кипр              | 20 ноября 1990                   | Кавалер цепи ордена Макариоса III                                         | Кавалер цепи ордена Макариоса III                                         |          |
| Эквадор           | 25 января 1991                   | Кавалер Большого креста Национального ордена Заслуг                       | Кавалер Большого креста Национального ордена Заслуг                       |          |
| Бразилия          | 4 февраля 1991                   | Кавалер цепи ордена Национального конгресса                               | Кавалер цепи ордена Национального конгресса                               |          |
| Гвинея-Бисау      | 4 февраля 1991                   | Кавалер Большого креста ордена Холмов Боэ                                 | Кавалер Большого креста ордена Холмов Боэ                                 |          |
| Люксембург        | 4 февраля 1991                   | Кавалер Большого креста ордена Дубовой короны                             | Кавалер Большого креста ордена Дубовой короны                             |          |
| Финляндия         | 8 марта 1991                     | Командор Большого креста ордена Белой розы                                | Командор Большого креста ордена Белой розы                                |          |
| Марокко           | 17 мая 1991                      | Кавалер Большой ленты ордена Алауитского трона                            | Кавалер Большой ленты ордена Алауитского трона                            |          |
| Бразилия          | 8 октября 1991                   | Кавалер Большого креста ордена Риу-Бранку                                 | Кавалер Большого креста ордена Риу-Бранку                                 |          |
| Нидерланды        | 25 марта 1992                    | Кавалер Большого креста ордена Оранских-Нассау                            | Кавалер Большого креста ордена Оранских-Нассау                            |          |
| Тунис             | 18 ноября 1993                   | Кавалер Большой ленты ордена 7 ноября                                     | Кавалер Большой ленты ордена 7 ноября                                     |          |
| Тунис             | 18 ноября 1993                   | Кавалер Большой ленты ордена Республики                                   | Кавалер Большой ленты ордена Республики                                   |          |
| Палестина         | 19 июля 1995                     | Кавалер ордена Звезды Палестины 1-й степени                               | Кавалер ордена Звезды Палестины 1-й степени                               |          |
| Испания           | 24 сентября 2006                 | Кавалер цепи                                                              | ордена Изабеллы Католической                                              |          |
| Испания           | 8 сентября 1993—24 сентября 2006 | Кавалер Большого креста                                                   | ордена Изабеллы Католической                                              |          |
| Литва             | 25 июля 2007                     | Кавалер цепи ордена Витаутаса Великого                                    | Кавалер цепи ордена Витаутаса Великого                                    |          |
| Чили              | 15 ноября 2007                   | Кавалер цепи                                                              | ордена Заслуг                                                             |          |
| Чили              | 20 июля 1992—15 ноября 2007      | Кавалер Большого креста                                                   | ордена Заслуг                                                             |          |
| Бразилия          | 22 апреля 2008                   | Кавалер цепи                                                              | ордена Южного Креста                                                      |          |
| Бразилия          | 4 февраля 1991—22 апреля 2008    | Кавалер Большого креста                                                   | ордена Южного Креста                                                      |          |
| Швеция            | 9 мая 2008                       | Рыцарь ордена Серафимов                                                   | Рыцарь ордена Серафимов                                                   | RSerafO  |
| Польша            | 1 октября 2008                   | Кавалер Большого креста ордена Возрождения Польши                         | Кавалер Большого креста ордена Возрождения Польши                         |          |
| Эстония           | 13 октября 2008                  | Кавалер цепи ордена Креста земли Марии                                    | Кавалер цепи ордена Креста земли Марии                                    |          |
| Норвегия          | 5 ноября 2008                    | Кавалер Большого креста ордена Святого Олафа                              | Кавалер Большого креста ордена Святого Олафа                              |          |
| Мальта            | 11 декабря 2008                  | Почётный Компаньон Почёта с орденской цепью Заслуг                        | Почётный Компаньон Почёта с орденской цепью Заслуг                        | K.U.O.M. |
| Турция            | 12 мая 2009                      | Кавалер ордена Государства                                                | Кавалер ордена Государства                                                |          |
| Германия          | 26 мая 2009                      | Кавалер Большого креста специального класса                               | ордена «За заслуги перед Федеративной Республикой Германия»               |          |
| Германия          | 25 января 1991—26 мая 2009       | Кавалер Большого креста                                                   | ордена «За заслуги перед Федеративной Республикой Германия»               |          |
| Иордания          | 28 мая 2009                      | Кавалер цепи ордена Хусейна ибн Али                                       | Кавалер цепи ордена Хусейна ибн Али                                       |          |
| Австрия           | 31 августа 2009                  | кавалер Большой звезды Почёта                                             | почётного знака «За заслуги перед Австрийской Республикой»                |          |
| Австрия           | 14 июля 1997—31 августа 2009     | Кавалер Большого креста с золотой звездой                                 | почётного знака «За заслуги перед Австрийской Республикой»                |          |
| Катар             | 10 декабря 2009                  | Кавалер цепи ордена Заслуг                                                | Кавалер цепи ордена Заслуг                                                |          |
| Иордания          | 10 декабря 2009                  | Кавалер Большой звезды специального класса ордена Возрождения             | Кавалер Большой звезды специального класса ордена Возрождения             |          |
| Кабо-Верде        | 14 июля 2010                     | Кавалер ордена Амилкара Кабрала 1-го класса                               | Кавалер ордена Амилкара Кабрала 1-го класса                               |          |
| Ватикан           | 30 августа 2010                  | Кавалер цепи ордена Пия                                                   | Кавалер цепи ордена Пия                                                   |          |
| Люксембург        | 10 сентября 2010                 | Рыцарь ордена Золотого льва Нассау                                        | Рыцарь ордена Золотого льва Нассау                                        |          |
| Словакия          | 15 ноября 2010                   | Кавалер ордена Двойного белого креста 1-го класса                         | Кавалер ордена Двойного белого креста 1-го класса                         |          |
| Чили              | 16 ноября 2010                   | Кавалер Большого креста ордена Бернардо О’Хиггинса                        | Кавалер Большого креста ордена Бернардо О’Хиггинса                        |          |
| Латвия            | 22 ноября 2010                   | Кавалер Креста Признания 1-го класса                                      | Кавалер Креста Признания 1-го класса                                      |          |
| Мальтийский орден | 23 ноября 2010                   | Кавалер цепи                                                              | ордена Заслуг pro Merito Melitensi                                        |          |
| Мальтийский орден | 25 января 1991—23 ноября 2010    | Кавалер Специальной степени Большого креста                               | ордена Заслуг pro Merito Melitensi                                        |          |
| Польша            | 22 июня 2012                     | Кавалер ордена Белого орла                                                | Кавалер ордена Белого орла                                                |          |
| Восточный Тимор   | 6 августа 2012                   | Кавалер Большой цепи ордена Восточного Тимора                             | Кавалер Большой цепи ордена Восточного Тимора                             |          |
| Колумбия          | 14 ноября 2012                   | Кавалер цепи ордена Бояки                                                 | Кавалер цепи ордена Бояки                                                 |          |
| Перу              | 19 ноября 2012                   | Кавалер Большого креста ордена Солнца Перу                                | Кавалер Большого креста ордена Солнца Перу                                |          |
| Панама            | 30 июля 2013                     | Кавалер цепи ордена Мануэля Амадора Герреро                               | Кавалер цепи ордена Мануэля Амадора Герреро                               |          |
| Мексика           | 2 июня 2014                      | Кавалер цепи ордена Ацтекского орла                                       | Кавалер цепи ордена Ацтекского орла                                       |          |
| Мозамбик          | 7 октября 2014                   | Кавалер ордена Дружбы и Мира 1-го класса                                  | Кавалер ордена Дружбы и Мира 1-го класса                                  |          |
| Болгария          | 8 июня 2015                      | Кавалер ордена «Стара планина» с лентой                                   | Кавалер ордена «Стара планина» с лентой                                   |          |
| Румыния           | 16 июня 2015                     | Кавалер Большого креста ордена Звезды Румынии                             | Кавалер Большого креста ордена Звезды Румынии                             |          |